# Sturm, Ruger & Co.
Sturm, Ruger & Company, Incorporated (nota semplicemente come Ruger) è un'azienda statunitense produttrice di armi con sede a Southport (Connecticut).
Ritenuta il quarto costruttore statunitense di armi, produce fucili a otturatore girevole-scorrevole, armi semiautomatiche, armi automatiche, e fucili a colpo singolo, shotgun, pistole semiautomatiche, single- e double-action revolver.

## Storia

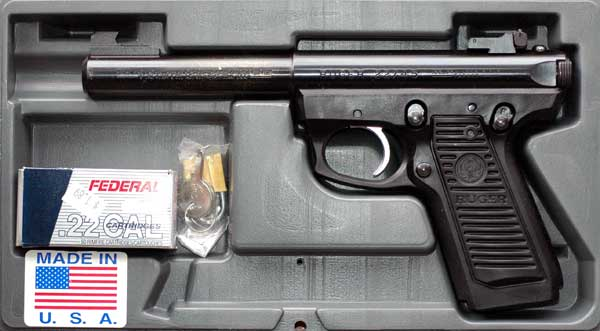
Ruger MK II 22/45 target pistol

Sturm, Ruger & Company viene fondata da William B. Ruger e Alexander McCormick Sturm nel 1949 in una piccola officina a Southport, Connecticut. Appena prima della loro collaborazione, Bill Ruger aveva realizzato, nel suo garage, la riproduzione di una pistola Nambu Type 14 giapponese, catturata da un marine alla fine della seconda guerra mondiale. Per la società Ruger utilizzò il disegno stilistico delle tedesche Luger P08 e dell'americana Colt Woodsman, producendo una calibro calibro .22 (Ruger Standard), che portò l'azienda al successo immediato.

## Prodotti
Ruger produce diversi tipi di armi:

### Fucili ad otturatore girevole-scorrevole

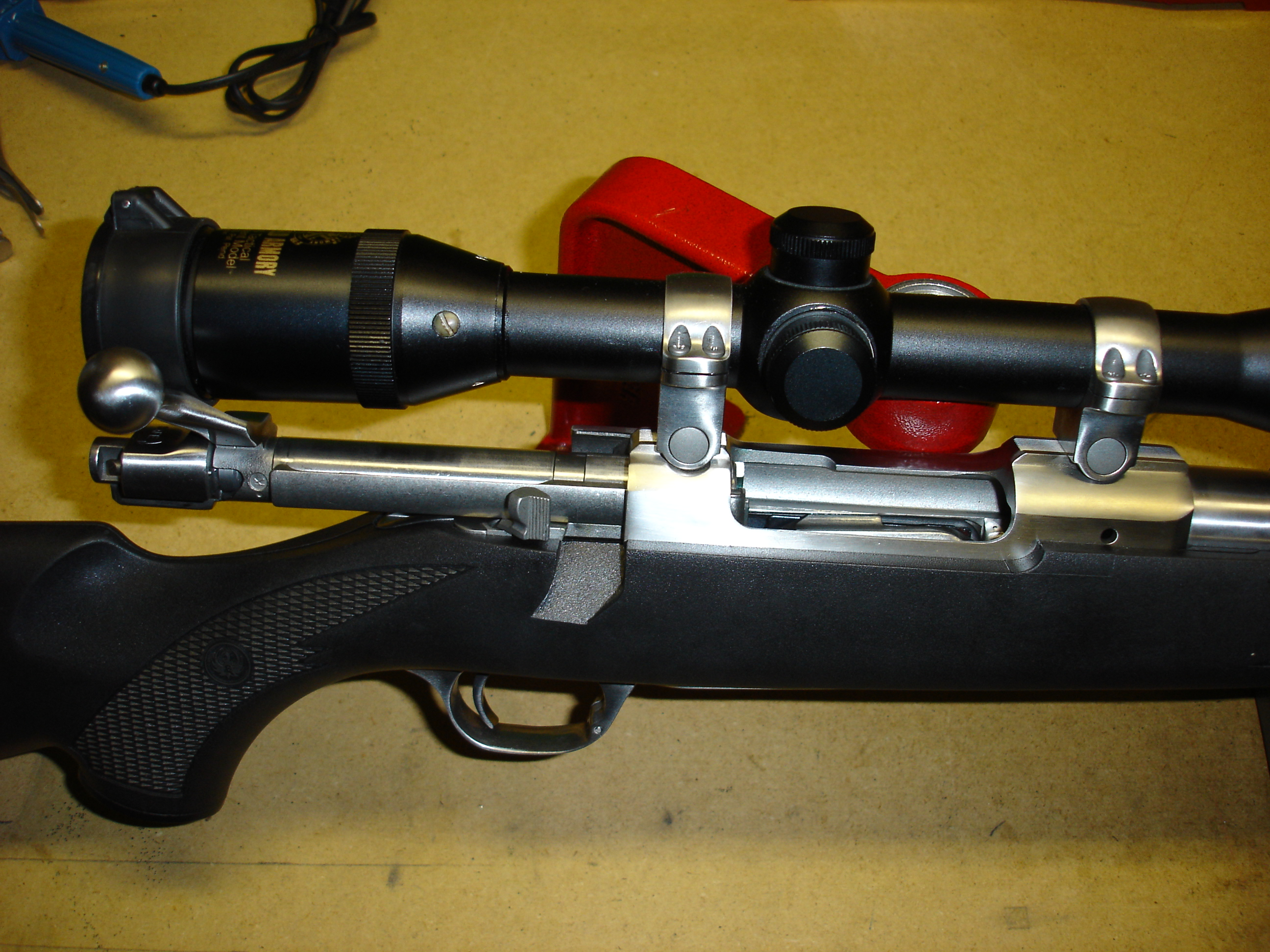
Ruger M77 Mark II Stainless Bolt Action, calibro .204

- Ruger Gunsite Scout
- Ruger M77
- Ruger Guide Gun .375 Ruger
- Ruger 77/22
- Ruger American Rifle
- Ruger American Rimfire (.22 LR)

### Fucili a colpo singolo
- Ruger No. 1

### Fucili semiautomatici
- Ruger Mini-14
- Ruger XGI (not produced: development halted)
- Ruger Police Carbine (discontinued)
- Ruger Deerfield Carbine (discontinued)[6]
- Ruger Model 44 (discontinued)
- Ruger 10/17 (discontinued)
- Ruger 10/22
- Ruger SR-556
- Ruger SR-762

### Fucili a canna liscia
- Ruger Red Label
- Ruger Gold Label (discontinued)

### Pistole a percussione centrale
- Ruger P series (discontinued)
- Ruger SR series
- LCP
- LC380
- LC9
- Ruger SR1911
- Ruger SR-22

### Pistole a percussione anulare
- Ruger Standard (MK I) (discontinued)
- Ruger MK II (discontinued)
- Ruger MK III

### Rivoltelle ad azione doppia
- GP-100
- SP-101
- LCR

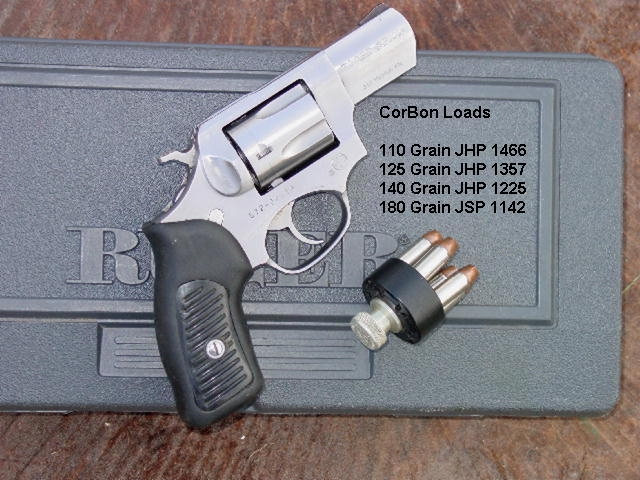
Ruger SP-101 con dati di carico e speedloader

- Redhawk (Temporarily Discontinued since Late 2013)
- Super Redhawk
  - Alaskan
- Security Six (discontinued)
- Service Six (discontinued)
- Speed Six (discontinued)

### Rivoltelle ad azione singola

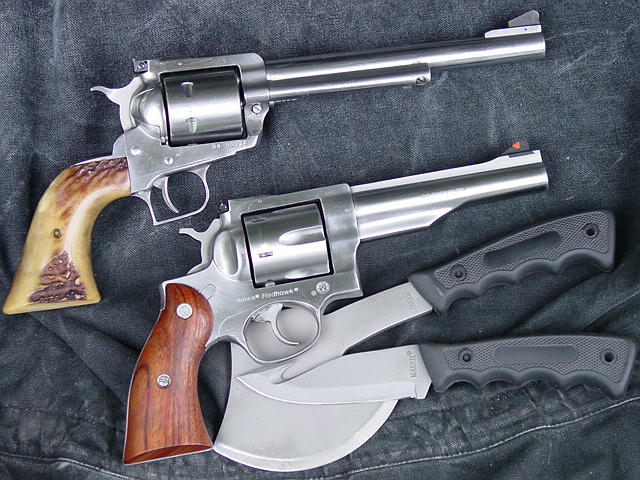
Super Blackhawk e Redhawk in acciaio inox

- Blackhawk
- Vaquero
- Single Six
- Bearcat
- Super Blackhawk
- Bisley
- Old Army (discontinued)

### Fucili a leva
- Ruger 96 (96/44 and 96/22, discontinued)

### Mitra/pistole mitragliatrici
- Ruger MP9

### Pistole semi-automatiche

#### Ruger Serie P
- P85
- P89
- P90
- P94
- P95
- P345

## Onorificenze
Sturm, Ruger & Co. ha ricevuto i seguenti Shooting Industry Academy of Excellence Awards:
- Manufacturer of the Year: 1992, 1993
- Handgun of the Year:
  - 1993: Ruger Vaquero
  - 1997: Ruger Bisley-Vaquero
  - 2001: Ruger Super Redhawk
  - 2008: Ruger LCP
  - 2009: Ruger LCR
  - 2010: Ruger SR9c
  - 2011: Ruger LC9
- Rifle of the Year:
  - 1999: Ruger .22 Magnum 10-22
  - 2002: Ruger 77/17RM .17 HMR Rimfire
- Shotgun of the Year:
  - 1992 Ruger Red Label Sporting Clays
  - 2002 Ruger Gold Label Side-By-Side[7]